# Zeuxine flava
Zeuxine flava är en orkidéart som först beskrevs av Nathaniel Wallich och John Lindley, och fick sitt nu gällande namn av Henry Trimen. Zeuxine flava ingår i släktet Zeuxine och familjen orkidéer. Inga underarter finns listade i Catalogue of Life.